# Universiteit Oulu
De Universiteit Oulu (Fins: Oulun yliopisto) is een universiteit in Finland. De universiteit werd opgericht in 1958 en heeft 13.800 studenten en 3700 medewerkers.
De campus ligt 5 kilometer ten noorden van het centrum van Oulu. De geneeskundefaculteit is in Kontinkangas en een derde campus ligt 185 km verder in Kajaani.

## Faculteiten
De Universiteit van Oulu is verdeeld in tien faculteiten:
1. Biochemie and Moleculaire Geneeskunde
2. Onderwijs
3. Geesteswetenschappen
4. Information Technology and Electrical Engineering
5. Geneeskunde
6. Oulu Business School
7. Oulu Mining School
8. Oulu School of Architecture
9. Science
10. Technology

## Alumni
- Martti Ahtisaari, M.Sc., voormalig President van Finland en winnaar van de Nobelprijs voor de Vrede (2008)
- Jarkko Oikarinen, D.Sc., ontwikkelaar van Internet Relay Chat (IRC)
- Juha Sipilä, M.Sc. (Tech.), voormalig premier van Finland